# ميشيل لوك
ميشيل لوك (بالفرنسية: Michel Luc)‏ هو عالم حيوانات فرنسي، ولد في 7 فبراير 1927 في تونس في تونس، وتوفي في 18 يناير 2010.